# Duala
Duala (em francês: Douala) é a maior cidade dos Camarões e um porto no Golfo da Guiné. É a capital da província de Litoral e do departamento de Vuri. Localizada na parte oeste do país, às margens do Golfo da Guiné, no Oceano Atlântico, exatamente na desembocadura do rio Vuri, a cidade se estende ao longo de ambas margens do rio, que são unidas pela ponte Bonaberi.
Douala é  também a capital econômica dos Camarões. Principal porto do país, é também servida pelo Aeroporto Internacional de Douala, além de ser ponto terminal de duas linhas de ferrocarril que se prolongam para o interior, ligando-a à capital do país,  Iaundé, e a outras capitais departamentais (Ngaoundéré, Kumba e Nkongsamba). Desde Douala realiza-se  a maior parte das exportações do país — petróleo, café e cacau — destacando-se o importante comércio com o vizinho Chade. Em Douala está o mercado Eko, o maior dos Camarões. As indústrias mais notáveis são as de produtos de alumínio, cervejeira, têxtil e  madeireira.

## História
Os portugueses foram os primeiros europeus a chegar à cidade, em 1472. Em 1650, ali formou-se um assentamento de imigrantes chegados do interior e, durante o século XVIII, Duala foi um centro do comércio transatlântico de escravos. Depois de  ser tomada pelos alemães em 1884, a cidade passou a ser conhecida como Kamarunstadt (em português, 'Cidade dos Camarões') e então tornou-se a capital do país. Em 1907, foi rebatizada como Duala, passando às mãos da França em 1919. Voltou a ser a capital dos Camarões entre 1940 e 1946.

## Cidades irmãs
- Filadélfia (Estados Unidos)